# Neanthes noodti
Neanthes noodti är en ringmaskart som beskrevs av Hartmann-Schröder 1962. Neanthes noodti ingår i släktet Neanthes och familjen Nereididae. Inga underarter finns listade i Catalogue of Life.